# Martinski Vrh
Martinski Vrh is een plaats in de gemeente Ribnik in de Kroatische provincie Karlovac. De plaats telt 31 inwoners (2001).